# Либкнехт, Иоганн Георг
Иоганн Георг Либкнехт (нем. Johann Georg Liebknecht; 23 апреля 1679, Вазунген — 17 сентября 1749, Гисен) — профессор математики и богословия в Гиссенском университете («Людовикиане») и суперинтендент Гиссена. Предок Вильгельма Либкнехта. В 1711—1721 годах наблюдал и изучал северное сияние.